# Archicebus achilles
Archicebus achilles je evolučně významný, vyhynulý druh primáta, jenž byl vědecky popsán v roce 2013. Jde o jediný druh souběžně vytyčené čeledi Archicebidae a rodu Archicebus. Fosilní pozůstatky archiceba byly objeveny v čínském souvrství Jang-si v oblasti Ťing-čou (provincie Chu-pej) a datovány do období spodního eocénu před asi 55,8 až 54,8 miliony lety.
Archicebus je považován za bazálního zástupce haplorhinních primátů.

## Popis
Archicebus je dobře prostudovaným primátem, jehož popis byl založen na velké části rozdrcené kostry. Studovaný jedinec na základě rekonstrukce vážil kolem 20 až 30 g, vyznačoval se štíhlými končetinami a dlouhým ocasem. Trup byl asi 71 mm dlouhý, ocas měřil více než 130 mm a lebka holotypu je přibližně 25 mm dlouhá a 17 mm široká.
Morfologie chrupu vykazuje primitivní vlastnosti, srovnatelné s charakteristikami raných omomyoidů z podčeledi Anaptomorphinae, jako je Teilhardina. V každém kvadrantu čelisti byly čtyři premoláry. Celkový tvar lebky je podobný jako v případě teilhardiny, objevuje se postorbitální zápora. Čenich byl pouze krátký. Z hlediska postkraniálního skeletu zasluhují zmínku jedinečné proporce kosterních elementů chodidla; a rovněž patní kost, jež vykazuje rysy vyšších primátů spíše než nártounů.

## Paleoekologie a evoluční význam
Archicebova anatomie svědčí o tom, že šlo o malého stromového hmyzožravého primáta, jenž byl zřejmě aktivní ve dne. Tím by se lišil od současných nártounů, jejichž aktivita je především noční. Kostra končetin zároveň svědčí o odlišných pohybových vzorcích, než které lze pozorovat u moderních nártounovitých. Zatímco nártouni většinou šplhají těsně přitisklí ke kmeni a pak odskakují do strany (tzv. vertikální lpění a skákání), archicebus se ve stromoví pohyboval spíše pomocí kvadrupedie.
Fosilie archiceba byly datovány do spodního eocénu Číny, do období před asi 55,8 až 54,8 miliony lety. Stratigrafický výskyt se tedy kryje s paleocenně-eocenním teplotním maximem, jež přineslo výrazné zvýšení globálních teplot a je spojeno s rozvojem prvních pravých primátů na severní polokouli. Archicebus vykazuje mozaiku znaků pozorovaných jak u vyšších primátů, tak u nártounů, resp. omomyioidů. Například tvar patní kosti a proporce nártu jsou podobné antropoidům, ale stavba lebky, chrup a mnohé znaky apendikulární kostry připomínají spíše nártouny.
Archicebus je pokládán za bazálního haplorhinního primáta, jenž zároveň leží blízko rozdělení linií Strepsirhini a Haplorhini. Je možné, že jeho vzhled by mohl do značné míry odpovídat společnému předku vyšších primátů, možná i společnému předku všech primátů vůbec. Objev archiceba zároveň demonstruje, že vyšší primáti nejspíše nepocházejí z Afriky, byť zde v průběhu oligocénu prodělali bouřlivý vývoj, ale jejich původ je zřejmě asijský.